# Trust Me
Trust Me (с англ. — «Доверяй мне») — четвёртый студийный альбом британского исполнителя Крейга Дэвида. Он был выпущен 12 ноября 2007 года в Великобритании и 6 мая 2008 года в США. Альбом занял 18-е место в UK Albums Chart, но не оказал никакого влияния на Billboard 200, хотя и достиг 58-го места в чарте Top R&B/Hip Hop Albums.
Альбом был записан в Гаване, Куба, с продюсером Мартином Терефе (KT Tunstall, Джеймс Моррисон) и автором, продюсером и микшером Фрейзером Смитом (Kano, Бейонсе Ноулз, Plan B, Джамелия и Джеймс Моррисон). Второй сингл «Hot Stuff» содержит семпл из песни «Let’s Dance» Дэвида Боуи. Третий сингл «6 of 1 Thing» был выпущен в Великобритании 18 февраля 2008 года, а четвёртый сингл «Officially Yours» был выпущен в той же стране 23 июня 2008 года и занял 158-е место в чартах.
7 марта 2008 года альбом получил золотой статус BPI за продажи более 100 000 копий в Великобритании.

## История создания
В 2007 году Дэвид сотрудничал с рэпером Kano над песней «This Is the Girl» для его альбома London Town. Выпущенная как сингл 27 августа 2007 года «This Is the Girl» вошла в UK Singles Chart на 18-ю строчку.
Первый сингл с альбома Trust Me «Hot Stuff (Let’s Dance)» был выпущен 5 ноября 2007 года. Он вошёл в десятку лучших, а альбом занял 18-е место в UK Albums Chart. Второй сингл с альбома Trust Me, «6 of 1 Thing» занял 39-е место в UK Singles Chart, став его третьим самым низкорейтинговым синглом на сегодняшний день. «Officially Yours» был выпущен 23 июня 2008 года и занял 158-е место в UK Singles Chart, став его самым низкорейтинговым синглом на сегодняшний день и последним синглом с альбома «Trust Me».
В июле новый трек под названием «Are You Up for This» начал транслироваться на различных радиостанциях в рамках рекламной кампании с лейблом Ice Cream Records, у которого также был ремикс с Witty Boy под названием «Nutter Butter». 17 августа Дэвид выступил на концерте в честь дня рождения автора песен Дона Блэка в лондонском театре «Палладиум». Он исполнил песню «Ben», которая изначально была хитом Майкла Джексона.

## Список композиций
| №                   | Название                       | Автор(ы)                                                                                        | Producer(s)                     | Длительность |
| ------------------- | ------------------------------ | ----------------------------------------------------------------------------------------------- | ------------------------------- | ------------ |
| 1.                  | «Hot Stuff (Let’s Dance)»      | Craig David Fraser T Smith David Bowie                                                          | Fraser T Smith                  | 3:42         |
| 2.                  | «6 of 1 Thing»                 | David Smith                                                                                     | Fraser T Smith                  | 3:47         |
| 3.                  | «Friday Night»                 | David Eg White                                                                                  | Martin Terefe                   | 3:33         |
| 4.                  | «Awkward» (featuring Rita Ora) | David Terefe Glen Scott Martin Jonsson Tommy Sims                                               | Martin Terefe                   | 3:37         |
| 5.                  | «Just a Reminder»              | David Terefe Scott Jonsson Sims                                                                 | Martin Terefe                   | 3:49         |
| 6.                  | «Officially Yours»             | David Iain James Curtis Richardson Hiten Bharadia Paulo Mendonca                                | Martin Terefe                   | 3:55         |
| 7.                  | «Kinda Girl for Me»            | David Smith Linda Creed Thomas Bell                                                             | Martin Terefe Fraser T Smith    | 3:47         |
| 8.                  | «She's on Fire»                | David Smith Christopher Harrison Cleveland Browne Patrick Thomas Phillip Smart Wycliffe Johnson | Martin Terefe Fraser T Smith    | 5:04         |
| 9.                  | «Don't Play with Our Love»     | David Paul Barry                                                                                | Martin Terefe                   | 3:59         |
| 10.                 | «Top of the Hill»              | David Terefe                                                                                    | Martin Terefe                   | 3:54         |
| 11.                 | «This Is the Girl» (with Kano) | David Smith Kane Robinson                                                                       | Craig David Kano Fraser T Smith | 4:10         |
| Общая длительность: | Общая длительность:            | Общая длительность:                                                                             | Общая длительность:             | 43:19        |

| №                   | Название                  | Автор(ы)                                 | Producer(s)         | Длительность |
| ------------------- | ------------------------- | ---------------------------------------- | ------------------- | ------------ |
| 12.                 | «Just a Reminder» (live)  | David Terefe Scott Jonsson Sims          | Martin Terefe       | 4:10         |
| 13.                 | «Officially Yours» (live) | David James Richardson Bharadia Mendonca | Martin Terefe       | 3:55         |
| Общая длительность: | Общая длительность:       | Общая длительность:                      | Общая длительность: | 51:24        |

| №                   | Название                                         | Автор(ы)            | Producer(s)                   | Длительность |
| ------------------- | ------------------------------------------------ | ------------------- | ----------------------------- | ------------ |
| 12.                 | «Hot Stuff (Let‘s Dance)» (Touche mix)           | David Smith Bowie   | Fraser T Smith                | 5:49         |
| 13.                 | «Hot Stuff (Let‘s Dance)» (Chase & Status remix) | David Smith Bowie   | Fraser T Smith Chase & Status | 4:08         |
| Общая длительность: | Общая длительность:                              | Общая длительность: | Общая длительность:           | 53:16        |

## Чарты
| Чарт (2007—2008)                       | Позиция |
| -------------------------------------- | ------- |
| Australian Albums (ARIA)               | 59      |
| Бельгия/Фландрия (Ultratop)            | 49      |
| Бельгия/Валлония (Ultratop)            | 39      |
| Нидерланды (Album Top 100)             | 37      |
| Франция (SNEP)                         | 18      |
| Германия (Offizielle Top 100)          | 62      |
| Ирландия (IRMA)                        | 76      |
| Италия (Classifica album)              | 19      |
| Japanese Albums (Oricon)               | 11      |
| Шотландия (Scottish Albums Chart)      | 47      |
| Испания (PROMUSICAE)                   | 28      |
| Швеция (Sverigetopplistan)             | 53      |
| Швейцария (Schweizer Hitparade)        | 16      |
| Великобритания (UK Albums Chart)       | 18      |
| Великобритания (UK R&B Albums Chart)   | 8       |
| США (Billboard Top R&B/Hip-Hop Albums) | 58      |

### Сертификация
| Регион                                                      | Сертификация | Продажи  |
| ----------------------------------------------------------- | ------------ | -------- |
| Великобритания (BPI)                                        | Золотой      | 100 000^ |
| ^ Данные о тиражах приведены только на основе сертификации. |              |          |